# Egede (månekrater)
Egede er resterne af et nedslagskrater på Månen. Det befinder sig på Månens forside i den sydlige udkant af Mare Frigoris og er opkaldt efter den danske biskop Hans Egede (1686 – 1758).
Navnet blev officielt tildelt af den Internationale Astronomiske Union (IAU) i 1935. 

## Omgivelser
Egedekrateret ligger vest for Aristoteleskrateret. Mod sydvest danner en række lave bjerge en bue mellem randen af Aristoteles og Eudoxuskrateret. 

## Karakteristika
Egede er blevet oversvømmet af lava, hvilket kun har efterladt en noget polygonal omkreds af randen, som hæver sig lidt over maret. Den tilbageværende rand har en maksimal højde på 0,4 km over overfladen. Kraterbunden er flad og uden særlige landskabstræk, bortset fra nogle få småkratere.

## Satellitkratere
De kratere, som kaldes satellitter, er små kratere beliggende i eller nær hovedkrateret. Deres dannelse er sædvanligvis sket uafhængigt af dette, men de får samme navn som hovedkrateret med tilføjelse af et stort bogstav. På kort over Månen er det en konvention at identificere dem ved at placere dette bogstav på den side af satellitkraterets midte, som ligger nærmest hovedkrateret. Egedekrateret har følgende satellitkratere:
| Egede | Længde  | Bredde  | Diameter |
| ----- | ------- | ------- | -------- |
| A     | 51,6° N | 10,5° Ø | 13 km    |
| B     | 50,5° N | 8,9° Ø  | 8 km     |
| C     | 50,1° N | 13,0° Ø | 5 km     |
| E     | 49,6° N | 10,4° Ø | 4 km     |
| F     | 51,9° N | 12,5° Ø | 4 km     |
| G     | 51,9° N | 6,9° Ø  | 7 km     |
| M     | 49,5° N | 12,4° Ø | 4 km     |
| N     | 49,7° N | 11,1° Ø | 4 km     |
| P     | 47,8° N | 10,5° Ø | 4 km     |

## Måneatlas
- Billeder af Egedekrateret i LPI-måneatlasset